# Contea di Jinta
La contea di Jinta è una contea della Cina, situata nella provincia del Gansu.